# Otto Stuppacher
Otto Stuppacher va ser un pilot automobilístic austríac nascut el 3 de març de 1947 a Viena, Àustria. Va morir també a Viena el 13 d'agost del 2001.
Competia en curses de muntanya i en curses de cotxes esportius abans d'entrar a la Fórmula 1, en la qual va debutar al Gran Premi d'Àustria de la temporada 1976 amb l'escuderia ÖASC conduint un Tyrell 007. Al tenir poca experiència en curses de cotxes monoplaces se li va negar la participació en l'esdeveniment a ell i al seu company d'equip Karl Oppitzhauser.
Al Gran Premi d'Itàlia d'aquest mateix any (1976) fracassava de nou amb l'intent de qualificar-se, no aconseguint-ho per un marge considerable, però posteriorment se'l promovia cap amunt de l'ordre quan tres cotxes van ser rebutjats a causa d'irregularitats en el combustible. Desafortunadament, Stuppacher ja havia deixat el circuit i retornava cap a casa, i no va ser possible la seva tornada al circuit a temps per córrer. Els tres corredors degradats es readmetien finalment després de la retirada de Stuppacher i Arturo Merzario.
Stuppacher fracassava a qualificar als seus altres dos intents l'any 1976, el GP del Canada'76 i al GP USA'76 a on va arribar a 27 segons del temps de la pole.
No es coneixen altres participacions de Stuppacher en cap mena de cursa després del 1976.

## Palmarès a la F1
| Any  | Equip            | Xassis  | Motor | 1   | 2   | 3      | 4   | 5   | 6   | 7   | 8   | 9   | 10  | 11  | 12  | 13      | 14      | 15      | 16  | WDC | Punts |
| ---- | ---------------- | ------- | ----- | --- | --- | ------ | --- | --- | --- | --- | --- | --- | --- | --- | --- | ------- | ------- | ------- | --- | --- | ----- |
| 1976 | ÖASC Racing Team | Tyrrell | Ford  | BRA | RSA | USA O. | ESP | BEL | MON | SUE | FRA | GBR | ALE | AUT | HOL | ITA DNS | CAN DNQ | USA DNQ | JPN | -   | 0     |

### Resum
| Curses: | Victòries: | Pòdiums: | Poles: | Voltes ràpides: | Punts: |
| ------- | ---------- | -------- | ------ | --------------- | ------ |
| 3       | 0          | 0        | 0      | 0               | 0      |